# Halsholmen (vid Bolax, Kimitoön)
Halsholmen är en ö i Finland.   Den ligger vid Bolax i kommunen Kimitoön i landskapet Egentliga Finland, i den södra delen av landet, 130 km väster om huvudstaden Helsingfors.